# Escuela de Nutrición y Dietética (UdeA)
La Escuela de Nutrición y Dietética- es una unidad académica de la Universidad de Antioquia -UdeA-, fundada en 1965, se encuentra ubicada en la Ciudadela de Robledo, Campus ubicado en Medellín. Se dedica al estudio, producción y aplicación de los conocimientos en las áreas de la Alimentación y Nutrición humana para formar profesionales idóneos con criterios de excelencia académica, éticos y de responsabilidad social. Además, desarrolla programas académicos de formación en pregrado y posgrado y promueve actividades de investigación, docencia y extensión.
Página Web
http://www.udea.edu.co/portal/page/portal/SedesDependencias/NutricionDietetica/B.institucional/A.quienesSomos (enlace roto disponible en Internet Archive; véase el historial, la primera versión y la última).
Facebook: https://www.facebook.com/profile.php?id=100009763711753&fref=ts

## Historia
Información completa en: https://www.youtube.com/watch?v=CFLuUyBMw6E
En 1965 se comienza el programa de Nutrición y Dietética como una carrera de nivel intermedio en el Instituto Politécnico Colombiano Jaime Isaza Cadavid de la ciudad de Medellín. En 1967 dicha carrera es trasladada a la Escuela Nacional de Salud Pública -ENSP- de la Universidad de Antioquia.
En 1976 el programa de Nutrición y Dietética pasa a ser una sección con dependencia del Departamento de Ciencias Básicas de la ENSP. En 1980 la Sección de Nutrición y Dietética a su vez se transforma en Escuela de dicha Facultad.
En 1982 la Escuela de Nutrición y Dietética pasa a ser una unidad académica con dependencia directa de la rectoría. En 1989 se reforma la práctica de último año y se concreta una práctica académica integrada.

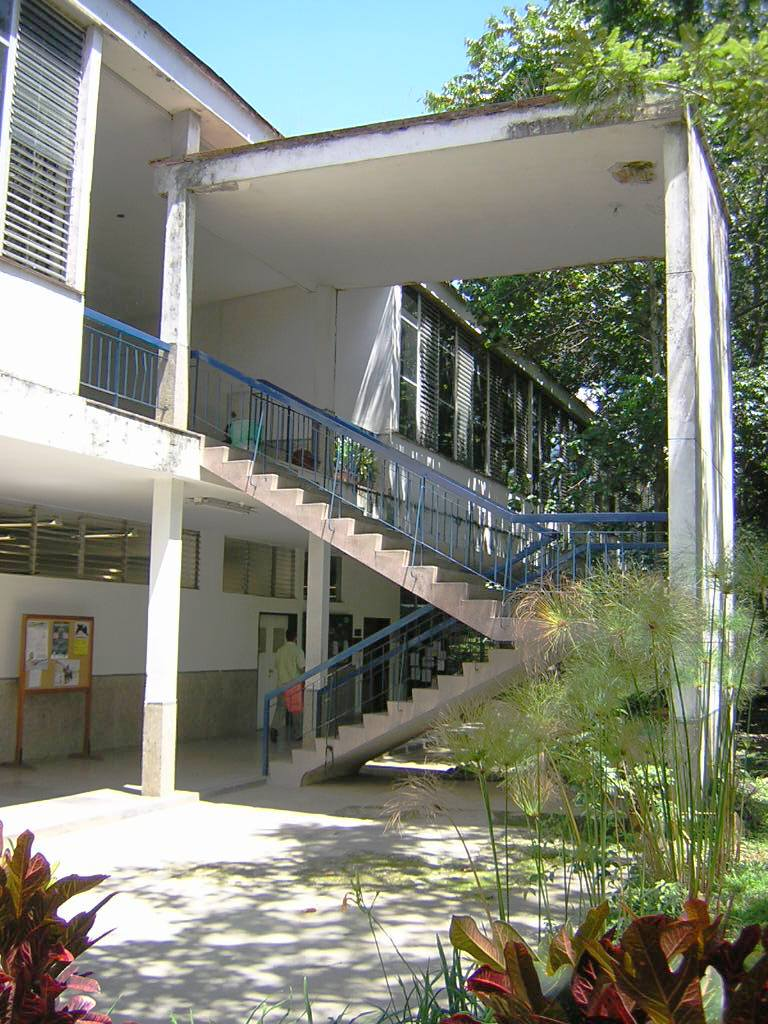
Bloque 44 sede de la Escuela en la Ciudadela Robledo.

En 1991 la Escuela se traslada a la Ciudadela Universitaria de Robledo adquiriendo sede propia.
En 1993 se transforma la estructura administrativa de la Escuela la cual queda conformada por el director de la Escuela, un Jefe Departamento de Formación Académica, un Jefe del Centro de Investigación y de Extensión. En 1995 se crea el programa de Especialización en Nutrición Humana y al año siguiente en 1996 se crea el programa de Gerencia Integral de Servicios de Alimentación y Nutrición.
En 1998 se busca mejorar la calidad académica de la Escuela, por lo cual, se realiza un proceso de autoevaluación del programa de pregrado de Nutrición y Dietética; se precisa el Plan estratégico de la Escuela para los diez años siguientes y se comienza el proceso de evolución curricular que busca superar las falencias del currículo que fueron descubiertas en el proceso de autoevaluación.
En 1999 el Consejo Nacional de Acreditación otorga la certificación de calidad al programa de pregrado de Nutrición y Dietética. Y en el mismo año se comienza el programa de Maestría en Ciencias Básicas Biomédicas con énfasis en Bioquímica Nutricional, con la colaboración de la Escuela en la Corporación de Ciencias Básicas Biomédicas.
En 2002 la práctica académica recibe la distinción Presencia de la Universidad en la sociedad categoría Oro; y al año siguiente en 2003 el Ministerio de Educación Nacional otorga la renovación de la acreditación por la calidad del pregrado por seis años más.
En 2003 se programa la creación de la Maestría en Ciencias Ambientales con énfasis en Seguridad Alimentaría, con la colaboración de la Escuela en la Corporación Ambiental; en el mismo año, el grupo de investigación en alimentación y nutrición humana es reconocido por COLCIENCIAS; mismo grupo que en el 2005 es clasificado como grupo de excelencia (categoría A) de COLCIENCIAS.
Actualidad (2015)
https://www.youtube.com/watch?v=wv8xELvXZwY
726 estudiantes de pregrado (Medellín, Urabá, Oriente),
6 Grupos de Investigación reconocidos y clasificados por Colciencias,
112 artículos científicos publicados en revistas indexadas en los últimos cuatro años,
Trabajos actuales con entidades locales, nacionales e internacionales,
Actual proceso de Modernización Curricular,
Actual proceso de Autoevalución con miras a la acreditación de 2018.

## Programas
Pregrado
- Nutrición y Dietética.

Posgrado
- Maestría en Ciencias de la Alimentación y la Nutrición Humana.
- Maestría en Políticas Públicas Alimentarias y Nutricionales de la Universidad de Antioquia.

Doctorado
- Doctorado en Nutrición Humana y Alimentos.